# Garry St. Jean
Garry St. Jean, né le 10 février 1950, à Chicopee, au Massachusetts, est un entraîneur et dirigeant américain de basket-ball. Il a été manager général des Warriors de Golden State.